# Couve-china
A acelga chinesa, também chamada de repolho-china, repolho-chinês, bok choy, chingensai é um complexo de variedades de repolho cultivadas e largamente usadas na culinária oriental (China, Japão, Coreia e países vizinhos). Embora os botânicos não estejam completamente de acordo, as diferentes variedades parecem pertencer a duas subespécies da Brassica rapa, cultivada no ocidente pelo nabo, a B. rapa chinensis e a B. rapa pekinensis. No entanto como, ao longo dos séculos, se desenvolveram variedades ou cultivares muito diferentes, também os nomes com que estas variedades são conhecidas, quer nas diferentes línguas asiáticas, quer no ocidente, se diversificaram. 
No Brasil também recebe o nome de acelga  embora seja diferente da acelga Portuguesa.
As duas subespécies principais e os nomes por que são conhecidas são:

## Brassica rapa pekinensis

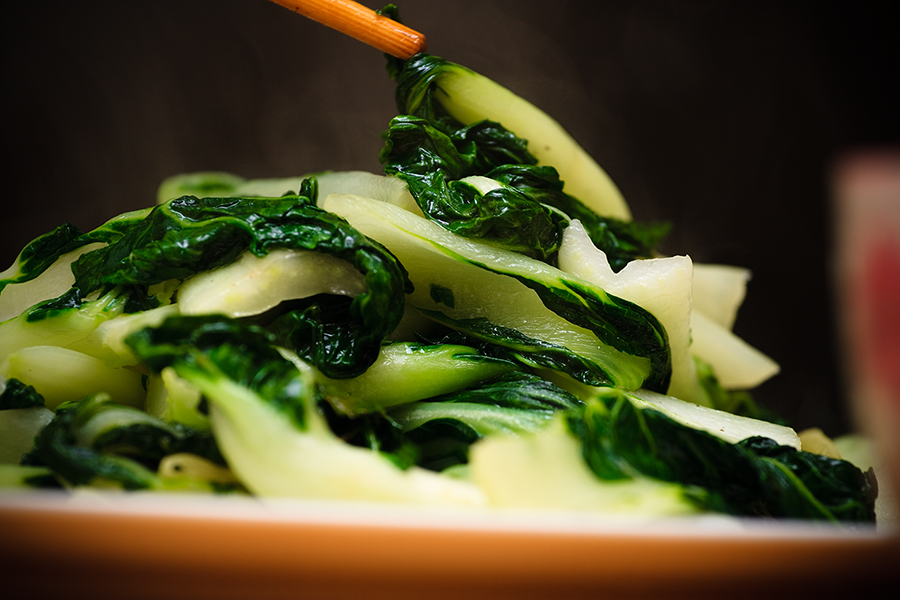
Pak-choi cozinhada.

Conhecido como “napa” (aparentemente uma palavra japonesa que designa qualquer tipo de vegetal folhudo, usado na alimentação), couve-aipo, acelga, repolho-chinês -, “nappa cabbage” ou ainda “celery cabbage” (em inglês), “pe-tsai” (sem informação sobre a língua). Normalmente com o formato de um repolho ovoide, com folhas largas, de cor clara, por vezes com as pontas de um verde mais escuro, e pecíolos carnudos.  

## Brassica rapa chinensis
Normalmente chamadas pak-choi, bok-choi, tsoi sum, “chinese mustard”, "chingensai" (em japonês) ou “celery mustard” (a expressão “mustard greens” é usada em inglês para as folhas da Brassica juncea, ou mostarda oriental, usadas como hortaliças), apresentam folhas separadas, verde-escuras. 